# Rotman School of Management
La Joseph L. Rotman School of Management, comunemente conosciuta come Rotman School of Management, o semplicemente Rotman, è la business school della University of Toronto, ubicata in St. George Street a Toronto Downtown. La scuola venne istituita nel 1950 come Istituto di Business Administration sebbene la University of Toronto offrisse corsi in management dal 1902.

## Descrizione
La scuola offre programmi triennali, specialistici e dottorati in business administration, finance e commerce, oltre che MBA full-time e part-time. Inoltre, in collaborazione con altri dipartimenti dell'università, offre programmi combinati con la Faculty of Law e la Faculty of Applied Science and Engineering.

## Dati statistici
L'MBA Rotman è classificato 46º nella prestigiosa classifica stilata dal Financial Times nel 2011. Nel 2012 QS Global 200 Business Schools Report, la Rotman School of Management fu classificata come nona miglior business school nel Nord America, prima di NYU Stern e Yale School of Management. Il Global Executive MBA, in partnership con la SDA Bocconi di Milano, è stato classificato nel 2023 da QS come 28º al mondo.